# 你最有才
《你最有才》是河南广播电视台都市频道製作的一款大型奇艺真人秀节目，第一季节目于2008年10月开始每周日晚在都市频道播出，第一季取得成功，并获得“第21届电视文艺星光奖”。